# Tarentola maioensis
Espèce
Synonymes
- Tarentola rudis maioensis Schleich, 1984

Statut de conservation UICN

 LC  : Préoccupation mineure
Tarentola maioensis est une espèce de geckos de la famille des Phyllodactylidae.

## Répartition
Cette espèce est endémique de l'île de Maio dans les îles du Cap-Vert.

## Étymologie
Son épithète spécifique, composée de maio et du suffixe latin -ensis, « qui vit dans, qui habite », lui a été donnée en référence au lieu de sa découverte, l'île de Maio.

## Taxinomie
Tarentola rudis maioensis a été élevée au rang d'espèce par Vasconcelos, Perera, Geniez, Harris & Carranza en 2012.

## Publication originale
- Schleich, 1984 : Die Geckos der Gattung Tarentola der Kapverden (Reptilia: Sauria: Gekkonidae). Courier Forschungsinstitut Senckenberg, vol. 68, p. 95-106.